# Juan Rodríguez Jiménez

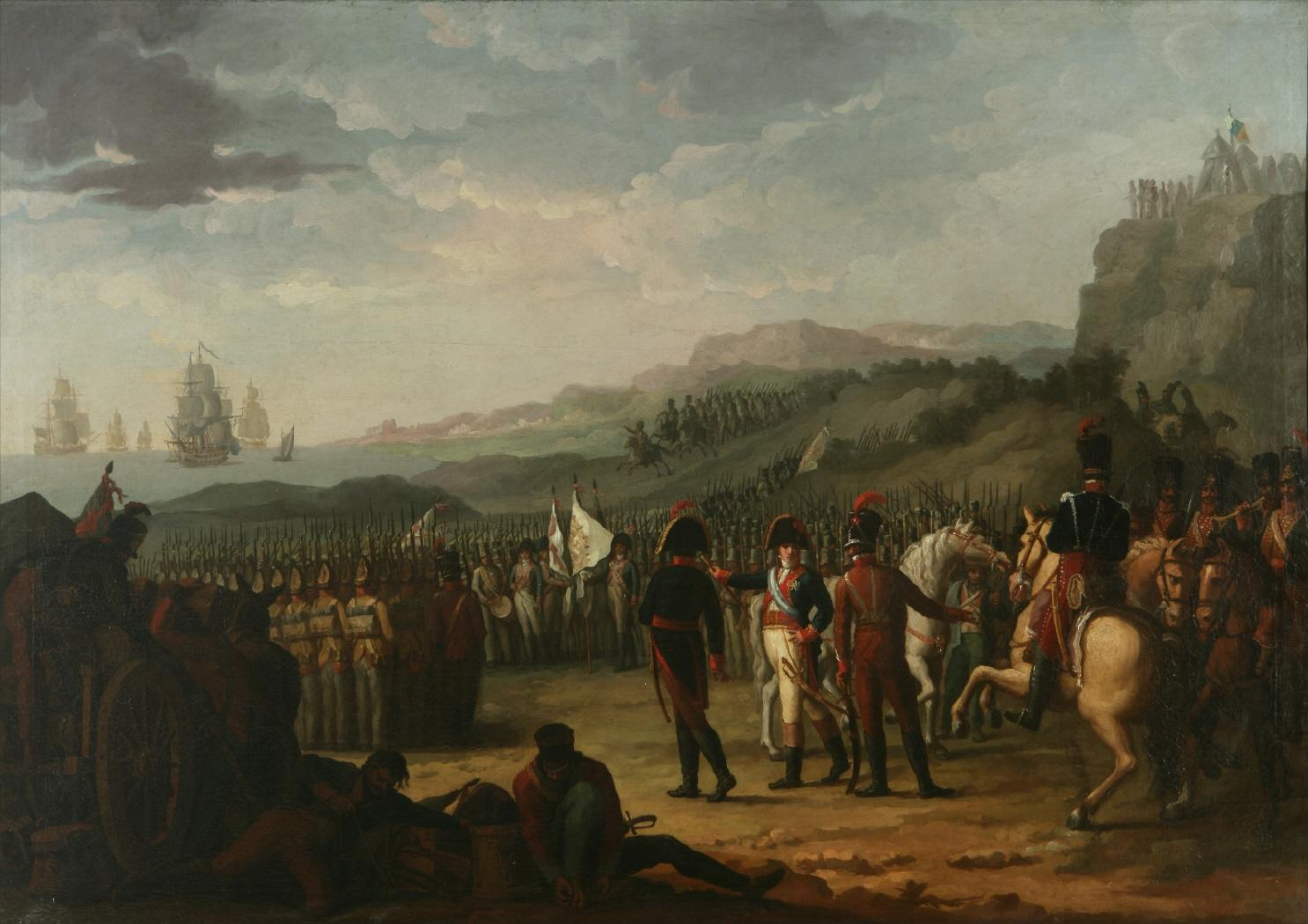
Embarque del marqués de la Romana, 1809, óleo sobre lienzo, 119 x 167,5 cm, Madrid, Museo del Romanticismo.

Juan Rodríguez Jiménez (Jerez de la Frontera, 6 de febrero de 1765-Cádiz, 26 de noviembre de 1830), conocido como el Tahonero Padre o como el Panadero por el oficio de sus padres, fue un pintor costumbrista llamado alguna vez el «Goya andaluz».

## Biografía
Rodríguez Jiménez se formó inicialmente bajo la tutela de un fraile mercedario, el padre Palma, y se inició en la pintura religiosa con obras para la catedral de Cádiz. No tardó en obtener cierto reconocimiento, por el que fue llamado a trabajar en Sevilla (decoración del presbiterio de la iglesia de San Agustín) e incluso en Portugal (obras en el convento de la Encarnación de Lisboa y telón de boca del teatro de Oporto). 
De regreso a Cádiz se encargó de la decoración del Teatro Principal y se especializó en la pintura de pequeños cuadros costumbristas, apenas esbozados. La más célebre de sus obras es, con todo, un cuadro de género histórico y podría haberlo pintado para su presentación a un concurso organizado por la Academia de Bellas Artes de Cádiz: el Embarque del marqués de la Romana y sus tropas, óleo datado en 1809, conservado en el Museo del Romanticismo.
Casado en segundas nupcias con Benita García tuvo como hijo a Juan Rodríguez García (Tahonero Hijo) que siguió la profesión de su padre.